# Плоская фигура
Плоская фигура — связное замкнутое подмножество двумерного евклидова пространства {\displaystyle \mathbb {R} ^{2}}, ограниченное конечным числом попарно не пересекающихся жордановых кривых.

## Многоугольная фигура
В случае, если все входящие в состав границы плоской фигуры кривые являются ломаными, то фигура называется многоугольной фигурой. Односвязная многоугольная фигура является многоугольником.